# Hylton Castle

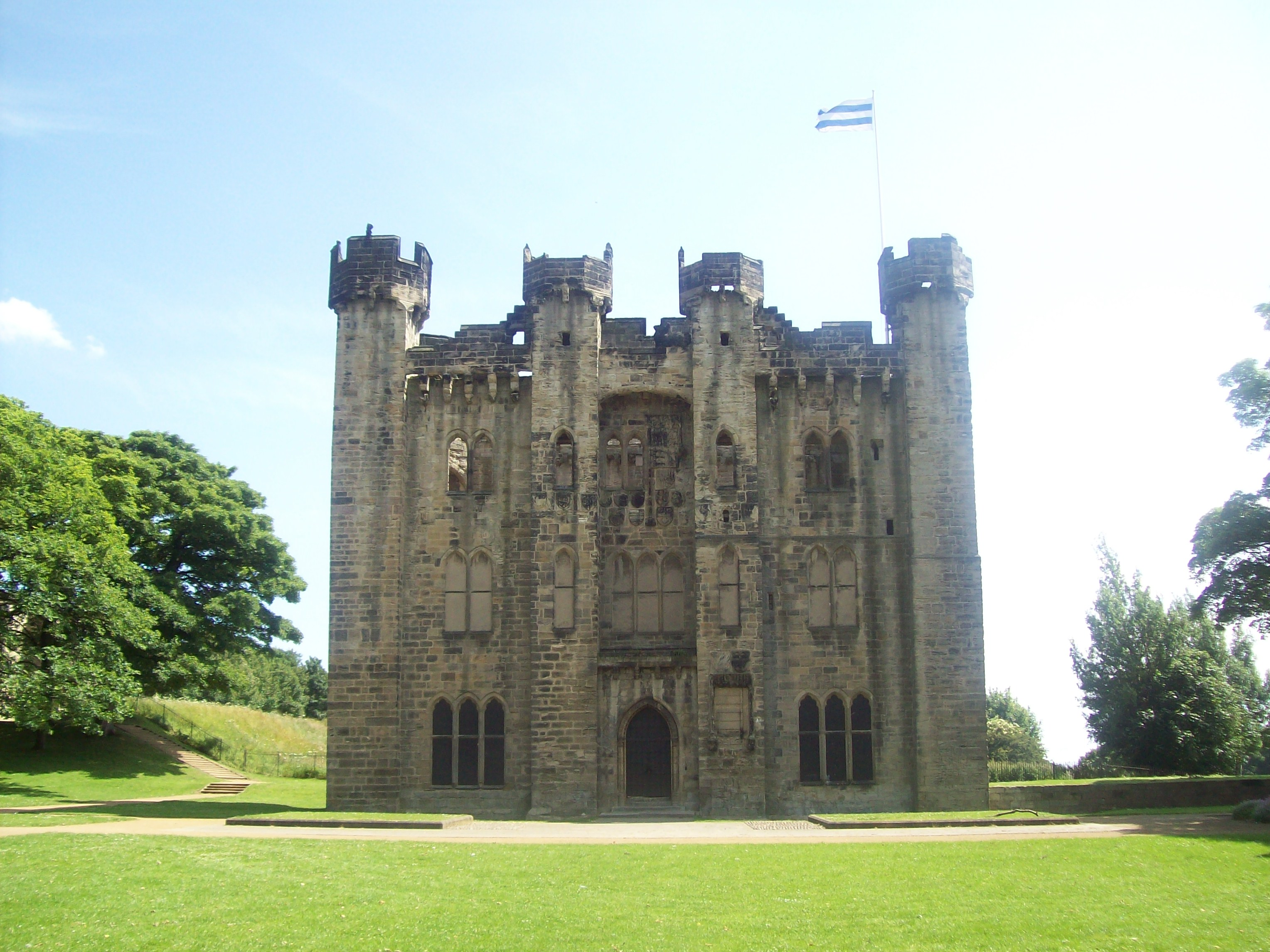
Westfassade von Hylton Castle (2008)

Hylton Castle ist eine Burgruine in der Gemarkung North Hylton der Stadt Sunderland in der englischen
Verwaltungseinheit Tyne and Wear. Die Burg wurde von der Familie Hilton (später Hylton) kurz nach der normannischen Eroberung Englands 1066 aus Holz errichtet und Ende des 14. oder Anfang des 15. Jahrhunderts durch eine steinerne Burg ersetzt. Im 18. Jahrhundert wurde die Hylton Castle innen und außen deutlich verändert, blieb aber Familiensitz der Hyltons bis zum Tod des letzten Barons 1746. Sie wurde dann gotisiert, aber bis 1812 vernachlässigt und dann vom neuen Besitzer wiederbelebt. In den 1840er-Jahren stand sie erneut leer, diente dann kurze Zeit als Schule und wurde 1862 erneut verkauft. Anfang des 20. Jahrhunderts ging das Anwesen an eine örtliche Kohlebergwerksgesellschaft und wurde 1950 vom Staat übernommen.
Eines der wichtigsten Details an der Burg sind die heraldischen Wappen, die man hauptsächlich an der Westfassade findet. Sie sind vom ursprünglichen Gebäude bis heute erhalten und sind den örtlichen Familien des niederen und hohen Adels Ende des 14. und Anfang des 15. Jahrhunderts zuzuordnen. Sie weisen auf die ungefähre Zeit des Burgneubaus in Stein hin.
Heute gehört die Burg English Heritage, einer überregionalen Regierungsstelle, die sich mit der Verwaltung historischer Gebäude und Strukturen in England befasst. Das umgebende Parkland wird von der Gemeinde betreut. Burg und Burgkapelle sind von English Heritage als historische Gebäude I. Grades gelistet und gelten als Scheduled Monument. Seit 2008 wird das Anwesen vermessen und untersucht, um über seine Zukunft zu entscheiden.

## Geschichte

### Frühe Geschichte
Die Familie Hylton ist seit der Herrschaft von König Æthelstan (ca. 895–939) in England ansässig. Damals stiftete Adam de Hylton dem Kloster Hartlepool einen silbernen Pyxis oder ein silbernes Kruzifix, 710 g schwer und mit seinem Familienwappen verziert. Als Wilhelm der Eroberer in England landete, schlossen sich Lancelot de Hilton und seine beiden Söhne Robert und Heinrich, dessen Truppen an, aber Lancelot fiel in Faversham als Wilhelms Truppen nach London vorrückten. Der dankbare König gab dem ältesten Sohn Heinrich ein großes Stück Land an den Ufern des Wear zum Lehen.
Die erste Burg an dieser Stelle wurde von Henry de Hilton etwa 1072 erbaut, vermutlich aus Holz. In der Folge wurde sie von Sir William de Hylton (1376–1435) in Stein als vierstöckiges, befestigtes Herrenhaus im Stil eines Torhauses neu errichtet, etwa ähnlich wie Lumley Castle oder Raby Castle. Man spricht zwar von einem Torhaus, aber es handelte sich eher um eine Art kleine Burg aus dem 14. Jahrhundert, ähnlich wie Old Wardour Castle, Brywell Castle oder Nunney Castle. Erstmals wurde die Burg in einer Haushaltsinventur 1448 urkundlich erwähnt als „Torhaus, in Stein errichtet“. Obwohl man nichts über die Details der Konstruktion weiß, geht man wegen der Wappen an der Westfassade davon aus, dass es zwischen 1390 und dem Anfang des 15. Jahrhunderts errichtet wurde. Man nimmt an, dass Sir William de Hylton ursprünglich eine größere Burg zusätzlich zum Torhaus bauen lassen wollte, diesen Plan aber wieder aufgab.
Die Haushaltsinventur, die anlässlich des Todes von Sir William de Hylton im Jahre 1435 durchgeführt wurde, erwähnt zusätzlich zur Burg eine Halle, vier Schlafkammern, zwei Schuppen, eine Küche und eine Kapelle, sodass man davon ausgehen kann, dass es damals noch andere Gebäude auf dem Anwesen gegeben haben muss. Mit Ausnahme der Burg und der Kapelle dürften all diese Gebäude aus Holz bestanden haben. 1559 tauchte das Torhaus in einer weiteren Haushaltsinventur als „Tower“ (dt.: Turm) auf, als Böden und Balkone eingezogen wurden, um den Rittersaal aufzuteilen.
Der exzentrische Henry Hylton, de jure 12. Baron Hylton, vererbte die Burg bei seinem Tod 1641 an die City of London Corporation, damit diese sie für 99 Jahre mildtätigen Zwecken zuführe. Nach der Stuart-Restauration wurde Hylton Castle an Henrys Neffen, John Hylton, de jure 15. Baron Hylton, zurückgegeben.

### 18. Jahrhundert

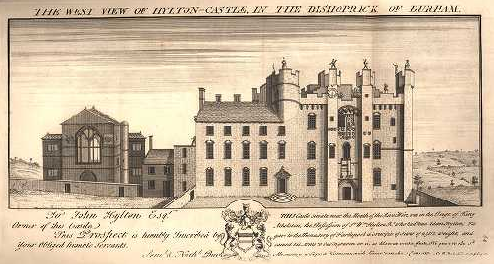
Hylton Castle und Katharinenkapelle – Samuel und Nathaniel Buck (1728)

Anfang des 18. Jahrhunderts ließ John Hylton (gestorben 1712), der zweite Sohn von Henry Hylton, de jure 16. Baron Hylton, die Burg entkernen und daraus ein dreistöckiges Gebäude (je ein Raum pro Stockwerk) machen. Er ließ auch große, wechselweise zu öffnende Schiebefenster mit Aufsätzen im Italianate-Stil einbauen und einen dreistöckigen Nordflügel hinzufügen, wie auf Samuel und Nathaniel Bucks Gravierung von 1728 zu sehen. Auch eine Tür zum neuen Flügel wurde hinzugefügt, die über eine im Halbkreis angelegte Treppe erreichbar war. Oberhalb der Tür befand sich ein Wappen, das vermutlich an die Heirat von John Hylton und Dorothy Musgrave erinnern sollte. Heute ist das Wappen über der Türe von The Golden Lion Inn in South Hylton auf der anderen Flussseite angebracht.
Nach 1728 ließ Hyltons zweiter Sóhn, John Hylton, de jure 18. Baron Hylton, einen entsprechenden Südflügel, dessen Fundamente heute noch zu sehen sind, hinzufügen. Er ließ beide Flügel befestigen und die Tür im Nordflügel zumauern. Den runden Scharwachturm an der nördlichen Westfassade ließ er in ein achteckiges Türmchen umbauen und die Fallgatter am Westeingang beseitigen.
Als der 18. und letzte Baron 1746 ohne männlichen Nachkommen starb, fiel die Burg an seinen Neffen, Sir Richard Musgrave, der dann den Namen Hylton annahm. Dieser verkaufte dann die Burg nach einem Privatgesetz (“Private Bill”, 23 Geo. II c.21) im Jahre 1749. Der neue Eigentümer war ein Mr Wogan, der aus Südostasien zurückgekommen war, um die Burg für £ 30.550 (£ 3,7 Mio. im Jahre 2007) zu kaufen, aber Verkauf kam niemals durch. Stattdessen kaufte Lady Bowes, die Witwe von Sir George Bowes, aus Streatlam und Gibside im County Durham die Burg. Es gibt keine Aufzeichnungen darüber, ob sie oder jemand aus ihrer Familie jemals auf Castle Hylton gewohnt hat. Die Burg erbte dann ihr Enkel John Bowes, 10. Earl of Strathmore and Kinghorne. Damals wurden Stuckaturen von Pietro La Francini – die heute schon längst wieder verschwunden sind – im Weinkeller und im Salon angebracht. La Francini arbeitete für Daniel Garrett, der für Lady Bowes auch am Gibsite Banketing House gearbeitet hatte. In William Howitts Buch „Visits to Remarkable Places” (1842) steht, dass die Räume “Stuckdecken mit Figuren, Büsten an den Wänden und eine große Szene hatten, die Venus und Cupido darstellten, wobei Apollo für die Götter Geige spielte, Miverva mit ihrem Helm daneben stand, ebenso wie ein alter König“. Garrett entwarf vermutlich auch die gotische Vorhalle am Westeingang, den gotischen Schirm und die einstöckigen Räume mit gebogener Front, die den Osteingang abschließen.

### 19. Jahrhundert

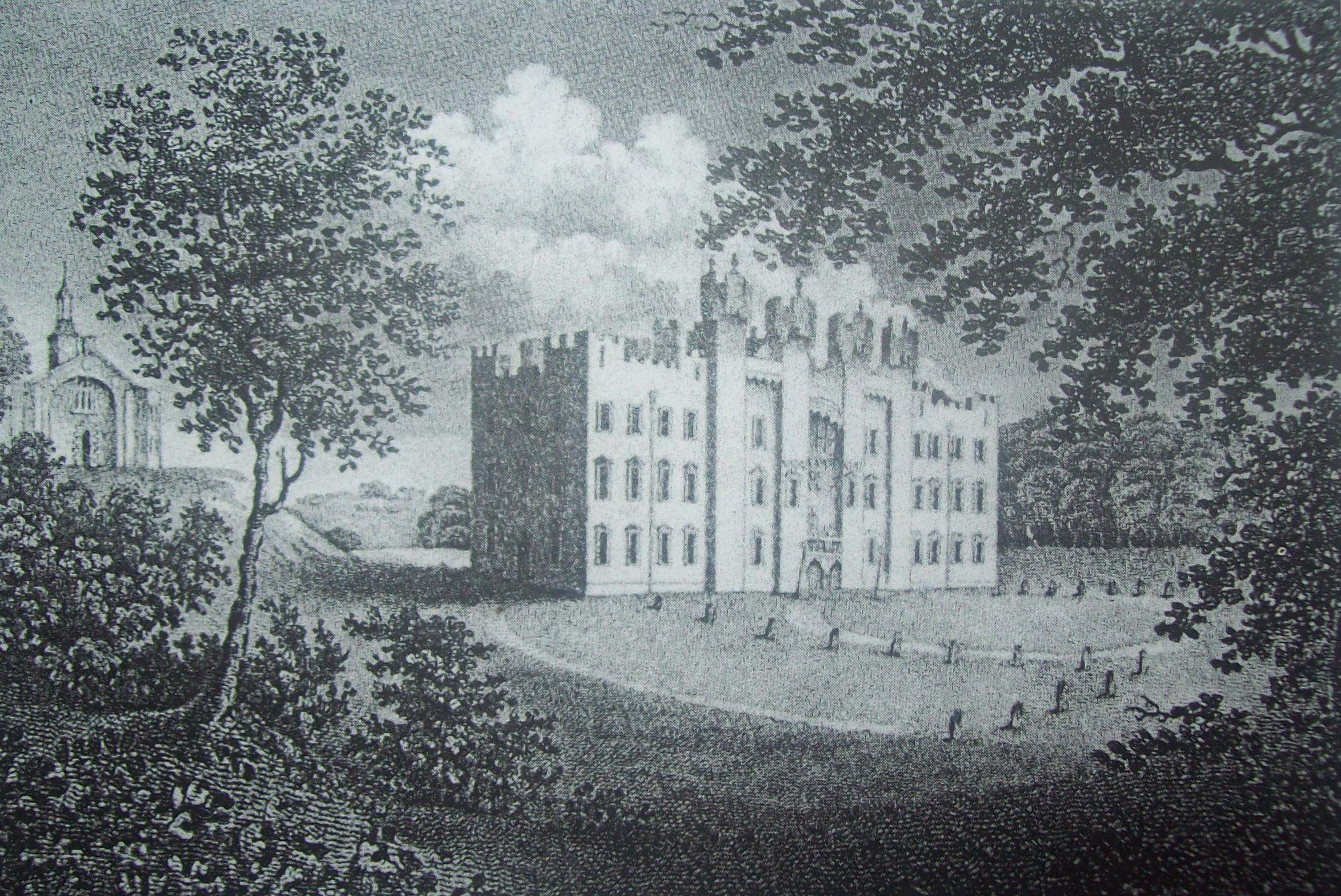
Hylton Castle und Katharinenkapelle (links) – unbekannter Maler, um 1800

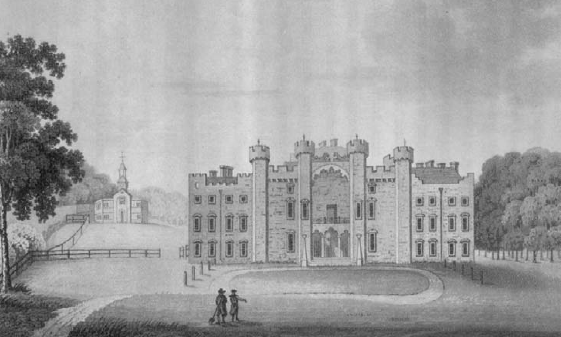
Hylton Castle und Katharinenkapelle – unbekannter Maler, um 1800–1829

Nachdem die Burg lange leergestanden hatte, begann sie zu verfallen. Erst 1812 pachtete Simon Temple, ein örtlicher Geschäftsmann, die Burg von den Streathmores und machte sie wieder bewohnbar. Er ließ die Kapelle mit einem neuen Dach versehen, sodass sie wieder für die Öffentlichkeit geöffnet werden konnte, ließ an den Flügeln Zinnen anbringen und die Gärten kultivieren. Da seine Geschäfte allerdings nicht erfolgreich waren, konnte er die Arbeiten nicht abschließen und 1819 lebte ein gewisser Mr Thomas Wade in der Burg.
Ab 1834 war die Burg wieder unbewohnt. 1840 erschien eine Annonce von Rev. John Wood im „Newcastle Courant“ für die Hylton Castle Boarding School (Internat) und die Volkszählung 1841 weist aus, dass Wood, seine Familie, Schüler und Personal auf dem Anwesen lebten. Das Internat scheint nicht sehr lange existiert zu haben, da Howitt 1842 bemerkte, dass „es eine Szene von großer Trostlosigkeit wäre (...), die Fenster im größten Teil des Gebäudes und an der gesamten Frontfassade verrammelt wären (...), das ganze, große, alte Haus leerstünde (...) und in sehr desolatem Zustand wäre“. Er gibt allerdings an, dass die Küche von einer armen Familie genutzt werde. Ab 1844 wurde die Kapelle als Schreinerwerkstatt genutzt und laut Durham Chronicle vom Januar 1856 fing die Burg Feuer, während sie von einem Bauern, Mr McLaren, genutzt wurde.
1862 boten die Streathmores die Burg zum Verkauf an und William Briggs, ein örtlicher Holzhändler und Schiffsbauer, kaufte sie. Briggs veränderte das Erscheinungsbild der Burg so, dass er es für authentisch mittelalterlich hielt: Er ließ den Nord- und den Südflügel abreißen, das Hauptgebäude entkernen und Fenster mit ein, zwei oder drei Spitzbögen einsetzen. Er ließ auch die gotische Vorhalle durch eine „ernstere“ gotische Eingangstüre (dreiflügelig mit Rundbögen) und einen darüber angebrachten Balkon ersetzen. Um diese Veränderungen durchführen lassen zu können, ließ er das steinerne Wappen der Familie Hylton von seinem Platz über dem Westeingang des vorderen, linken Flankierungsturmes entfernen. Die inneren Wände des viergeteilten Raums im Erdgeschoss wurden abgerissen, der Boden um etwa einen Meter angehoben und daraus zwei Empfangsräume gemacht. Am östlichen Ende des früheren Mittelgangs wurde eine Podesttreppe eingebaut, die ins Obergeschoss führte, die Entfernung des Oratoriums bedingte und dafür sorgte, dass die Haupttreppe von Erdgeschoss aus nicht mehr zugänglich war. Die Seitenwände des Rittersaals wurden entfernt, um einen großen Salon zu schaffen, und ein großer Erker wurde an der Südfassade dort angebracht, wo früher der Übergang zum Südflügel war. Die Räume im Obergeschoss ließ man unangetastet, nur der Eingang zu den Räumen der Familie und des Kaplans mussten vom Haupttreppenhaus aus geschaffen werden.
Zusammen mit dem mittelalterlichen Mauerwerk kann man Briggs’ Veränderungen heute noch sehen, wenn auch in ruinösem Zustand. Briggs’ Sohn, Colonel Charles Briggs (Vater von Sir Charles James Briggs), erbte die Burg 1871 und ließ die nahegelegene Margaretenkirche (heute abgerissen) bauen.

### 20. Jahrhundert
Nach Colonels Briggs’ Tod 1900 ging die Burg etwa 1908 in die Hände der Wearmouth Coal Company über, und von dort an das National Coal Board. Durch die Expansion der Stadt Sunderland in den 1940er-Jahren war die Burg auf einmal von Wohngebieten umgeben, die Castletown und Hylton Castle hießen. Die Burg wurde geplündert und das Blei von den Dächern wurde gestohlen. 1950 ging die Burg auf Druck der Bevölkerung hin und aus Sorge um ihre gänzliche Zerstörung an das Ministry of Works über. Wegen des fortgeschrittenen Verfalls der Einbauten aus dem 19. Jahrhundert ließ das Ministerium alle Innenwände entfernen und die Außenwände sichern, um das verbliebene mittelalterliche Mauerwerk zu erhalten. Das Ministerium stellte auch einen Vollzeit-Hausmeister für die Burg an und ließ die fehlenden Stücke des Bleidaches durch Dachpappe ersetzen, um das Dach wieder abzudichten.
1994 unternahm das Time Team von Channel 4 Ausgrabungsarbeiten auf der Ostterrasse. Ihre Untersuchungen deckten die Existenz einer mittelalterlichen Halle östlich der Burg auf; man nimmt an, dass sie als Speisezimmer diente.

### Kapelle
Eine der heiligen Katharina geweihte Kapelle gab es auf dem Anwesen seit 1157, als der Prior von Durham Romanus de Hilton gestattete, einen eigenen Kaplan für die Kapelle anzustellen. Dafür musste de Hilton eine jährliche Abgabe von 24 Garben Hafer für jeden Zugochsen, den er besaß, an das nahegelegene Kloster in Monkwermouth leisten und zu den heiligen Festen (Weihnachten, Ostern, Pfingsten, Patrozinium St. Peter und St. Paul) zur Mutterkirche St. Peter kommen. 1322 gab es eine Gedenkmesse an die heilige Maria und 1370 waren drei Priester für Gedenkmessen angestellt.
Die Kapelle, die sich auf einem kleinen Hügel nordöstlich der Burg befindet, wurde Anfang des 15. Jahrhunderts in Stein wieder aufgebaut. Zwischen dem Ende des 15. Jahrhunderts und dem Anfang des 16. Jahrhunderts wurden ein fünfflügeliges Ostfenster im Stil der Perpendikulargotik und ein Querschiff eingebaut. Bucks' Gravierung von 1728 zeigt ein kurzes Hauptschiff und ein großes, sechsflügeliges Westfenster. Die Kapelle wurde damals nicht genutzt, da sie kein Dach besaß. Die Westfassade der Kapelle wurde später abgerissen und der Chorbogen zur neuen Westfassade mit Gibbs-Architrav aufgebaut. Um 1805 wurde ein Glockentürmchen angebaut. Auf der Nord- und der Südseite der Kapelle gibt es zwei halb-achteckige Quernischen.
Obwohl der letzte Baron Hylton und die nachfolgenden Eigner im 19. Jahrhundert Reparaturarbeiten an der Kapelle durchführen ließen, verfiel sie, bis sie – wie die Burg – 1950 vom Staat übernommen wurde.

### Heute
Burg und Kapelle wurden 1949 von English Heritage als historische Gebäude I. Grades gelistet und gelten als Scheduled Monument. English Heritage übernahm das Anwesen 1984, aber die Stadtverwaltung von Sunderland besitzt das Land, auf dem Burg und Kapelle stehen. 1999 wurden die Friends of Hylton Dene von Bewohnern der Anwesen um North Hylton gegründet, “mit dem Ziel der Zusammenarbeit mit der Stadtverwaltung Sunderland, dem Durham Wildlife Trust und anderen Organisationen, die aktiv die Ortsgemeinde in die Entwicklung und den Erhalt von Hylton Dene und Hylton Castle einbinden.” Im Dezember 2007 erhielt diese Gruppe einen Zuschuss in Höhe von £ 50.000 vom Heritage Lottery Fund, um eine Vermessung und Untersuchung über die Zukunft des Anwesens durchzuführen. Wenn die Burg renoviert ist, kann sie für die Öffentlichkeit zugänglich gemacht werden. Der Vorsitzende von Castle in the Community, John Coulthard, beschrieb die Burg, Sunderlands zweitältestes Gebäude, als „Aktivposten in der Stadt – es ist eine hübsche Anlage, und wir würden und freuen, wenn sie uns einige Einkünfte bringen würde.”
In den letzten paar Jahren wurden vier internationale Treffen von Hylton-Familien organisiert, das bemerkenswerteste am 4. Jul 2004, als etwa 50 US-amerikanische Familienmitglieder die Burg besuchten, um eine Flagge mit dem Wappen der Hyltons zu präsentieren. Die Fahne weht nun vom kürzlich restaurierten Fahnenmast, den English Heritage besorgt hat.

## Fassaden und Dach

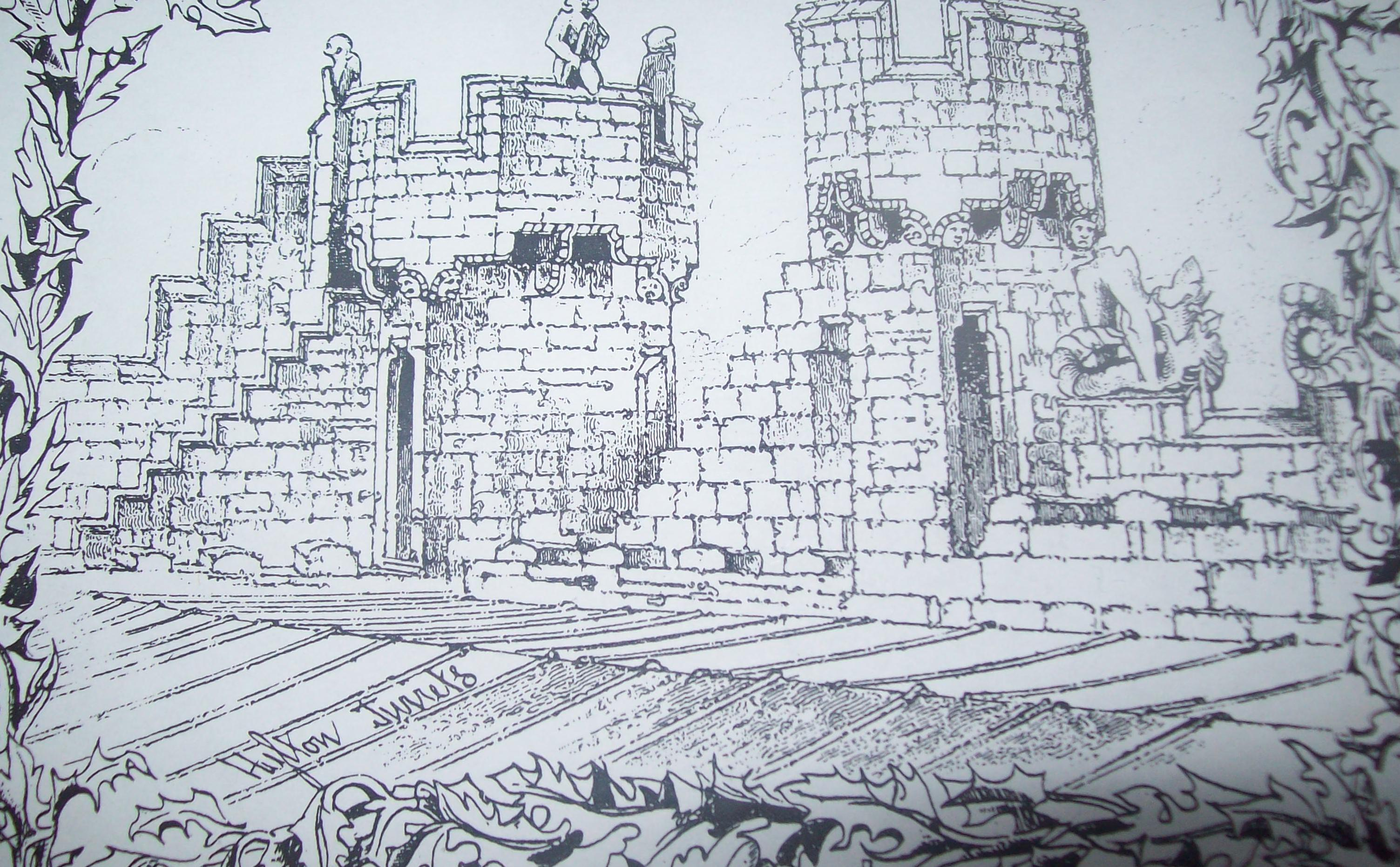
„Hylton Turrets“, eine Skizze von Robert Billings von 1846, auf dem Dach von Hylton Castle mit Blick nach Südwesten. Die Skizze zeigt den Südwestturm, den Südturm des Mittelteils der Ostfassade und die verfallenden Steinfiguren auf dem Dach.

Die Westfassade der Burg besitzt quadratische Türme, die den Mittelteil flankieren, und weitere Türme im Südwesten und Nordwesten, alle mit achteckigen Türmchen, die Maschikuli haben. Nord- und Südfassade sind relativ einfach gehalten. Die Ostfassade hat einen zentralen Vorsprung, der ein Stockwerk über die Brüstung ansteigt und einen Turm bildet. Der südliche Winkel des Turms ist auswärts gebogen, um das Haupttreppenhaus aufnehmen zu können; nur die Kragsteine der Brüstung sind bis heute erhalten. Der Schirm, der den Osteingang abschließt, besitzt drei Spitzbögen im Erdgeschoss und drei Kielbögen an den Schäften darüber.
Das Dach war ursprünglich mit Bleiblechen eingedeckt und von Steinsoldaten und anderen Figuren geschmückt, ähnlich denen in Raby, am Alnwick Castle und an den Stadttoren von York. Ursprünglich gab es je vier Figuren an jedem Türmchen und Scharwachturm, aber nur insgesamt fünf Stück sind bis heute erhalten. Zwischen den zentralen Türmen stand einst die Skulptur eines Ritters in Rüstung mit einer Schlange (von der nur Fragmente heute noch erhalten sind), von dem man annimmt, dass er zur Sage des Lindwurms von Lambton gehört. Die Brüstungen – mit Ausnahme der an der Nordfassade – sind ebenfalls mit Maschikuli versehen und verbanden die Mitteltürme mit gemeißelten Blattbögen (ursprünglich spitz zulaufend, aber die Spitzen brachen 1882 ab) miteinander, anstatt Konsolen. Ein weiteres Detail auf dem Dach waren niedrige Steintröge an den Zinnen, die heißes Öl oder Wasser enthielten, das zur Verteidigung der Anlage in die Maschikuli gekippt werden konnte. In einer kleinen Kammer in jedem Turm und jeder Bastion hielt man eine brennende Feuerschale vor, die die Flüssigkeiten auf die gewünschte Temperatur brachten.

## Innenräume
Vor den Veränderungen, die durch John Hylton (gest. 1712) angebracht wurden, war die Anlage der Burg, wie folgt:
Im Erdgeschoss, das direkt vom äußeren Hof aus betreten werden konnte, führte der Weg in einen fallgatterbewehrten Gewölbegang, 3,34 m breit und so tief wie das gesamte Gebäude. Auf beiden Seiten des Ganges befanden sich je zwei Räume mit gewölbten Decken. Der am Eingang gelegene Raum auf der rechten Seite war der Wachraum oder Portiersraum, in dem sich ein Zugbrunnen befand. Der hintere, rechte Raum mit Aborterker im Südwestturm (erreichbar über eine Passage an der Südwand entlang), war ein Raum für offizielle Zwecke. Die anderen beiden Räume auf der linken Seite dienten dem Personal oder als Lagerraum.
Das erste Obergeschoss war über das Haupttreppenhaus erreichbar, das im Ostturm lag. Der erste erreichbare Raum war der Rittersaal, der sich über drei Stockwerke erstreckte. Gleich links befand sich eine Küche (mit Obergadenbelichtung) und weiter hinten auf der linken Seite waren ein Raum für den Butler und die Speisekammer mit Aborterker. Hinten rechts war eine kleine Passage mit einer privaten Treppe und dem Eingang zum Oratorium (mit gewölbter Decke und Ostfenster) im Ostturm. Das Oratorium war durch eine 1,67 m hohe Türe mit Spitzbogen erreichbar und enthielt einen Altar und eine Piscina, von der nur eine Ziernische bis heute erhalten blieb. An der Nordwand des Rittersaals war ein offener Kamin eingebaut und hinter dieser Wand befand sich das Paradeschlafzimmer mit offenem Kamin, Aborterker und einem Sitz am Fenster an der Ostwand. Im Westen des Rittersaals war der obere Teil des Westfensters. Das Fallgatter wurde vermutlich in den Rittersaal vor diesem Fenster hochgezogen.
Küche, Oratorium und Paradeschlafzimmer erstreckten sich über zwei Stockwerke, daher war nur der Balkon im Rittersaal im zweiten Obergeschoss über das Haupttreppenhaus zugänglich. Der Raum für den Butler und die Speisekammer im ersten Obergeschoss waren aber nur einstöckig. Darüber befand sich die Schlafkammer des Butlers (mit Aborterker), das entweder über eine eigene Treppe oder über die den Balkon im Rittersaal zugänglich war.
Die Räume auf der Nord- und Ostseite des dritten Obergeschosses waren über das private Treppenhaus zugänglich. Es handelte sich dabei um zwei von der Familie genutzte Räume, einer über dem Oratorium und ein größerer über dem Paradeschlafzimmer. Der größere der beiden hatte einen offenen Kamin und einen Aborterker. Dies war wohl das Schlafzimmer des Barons. Der kleinere Raum war entweder die Schlafkammer des Kaplans oder ein Raum für die Familie. Beide Räume waren durch eine Lobby am oberen Ende des privaten Treppenhauses miteinander verbunden.
Der Raum auf der Südseite, der wegen der Höhe des Rittersaals von den beiden anderen Räumen getrennt war, war über das Haupttreppenhaus zu erreichen. Dieser Raum war mit einem offenen Kamin und einem Aborterker ausgestattet und diente vermutlich als Gästezimmer.
Über dem kleinen Kaplans- oder Familienraum im dritten Obergeschoss befand sich ein Raum für die Dienerschaft im Mezzaningeschoss, ausgestattet mit offenem Kamin in der Ecke und zwei Fenstern. Er war über das Haupttreppenhaus zugänglich. Darüber, auf Höhe des Daches, gab es einen Raum für den Aufseher mit einem offenen Kamin mit Steinrauchfang, einer Balkendecke, zwei kleinen Fenstern in der Ostwand und einem Aborterker. Es gab auch vier Schlafkammern in den Türmchen auf dem Dach, die von Bediensteten benutzt wurden.

## Heraldik
Burg und Kapelle sind mit heraldischen Wappen geschmückt, aus denen man erkennen kann, wann die Burg gebaut wurde.

### Westfassade
Über dem Haupteingang an der Westfassade der Burg befinden sich zwanzig Wappen. Man glaubt, dass sie die politischen Allianzen der frühen Hyltons zeigen, da dort das Banner des Königs und die Wappen der Adligen und Ritter von Northumberland und dem County Palatine von Durham angebracht sind. Vom Betrachter aus sind dies:

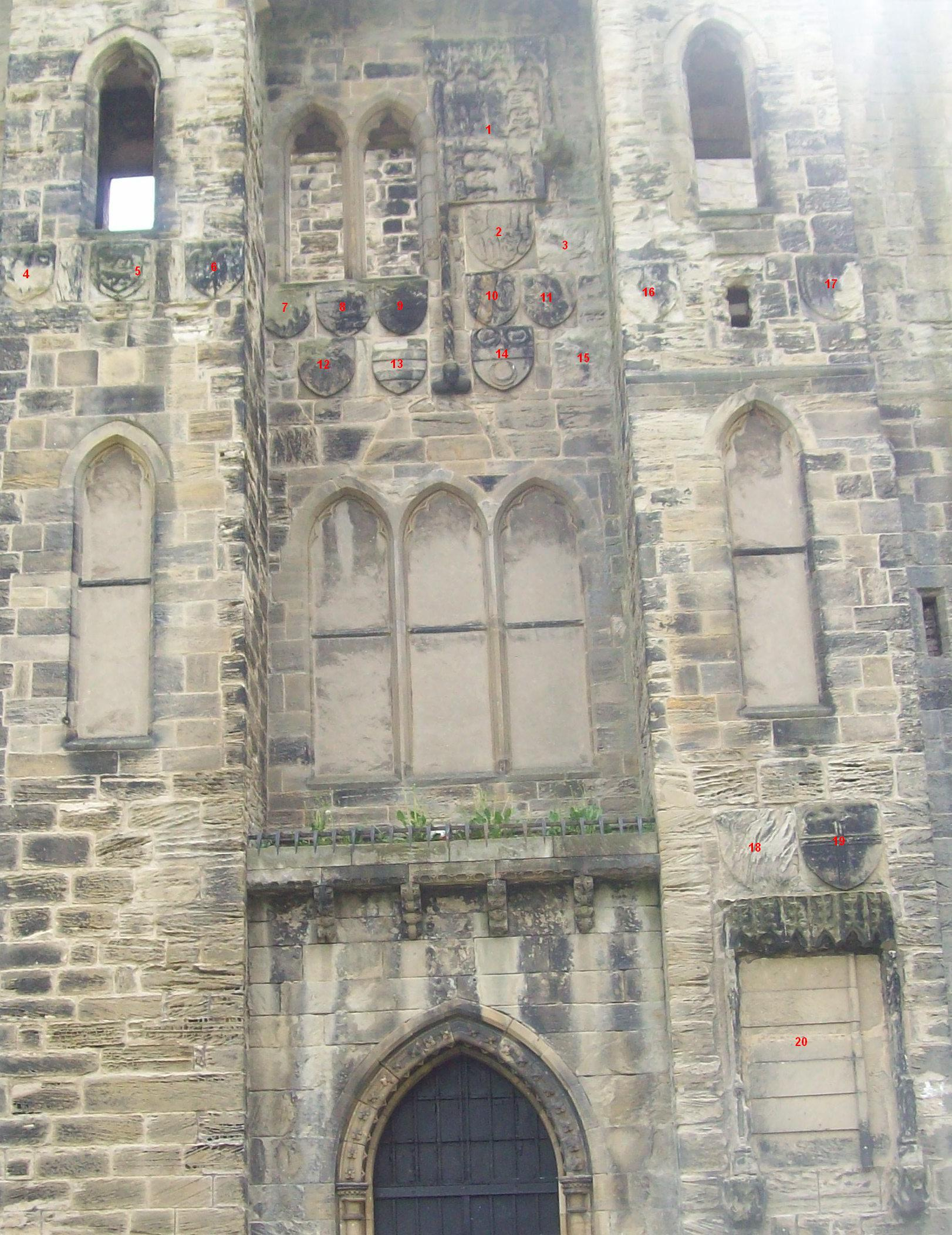
Wappen an der Westfassade von Hylton Castle (2008).
(Foto anklicken, um die Nummerierung zu erkennen)

1. England und Frankreich, geviertelt – Das Banner von Heinrich IV.
2. Geviertelt 1 und 4: Or a Löwe blau (Percy); 2 and 3: rot, drei senkrechte Hechte silber (Lucy) – Henry Percy, 1. Earl of Northumberland
3. Percy (ungeviertelt) – Sir Henry „Hotspur“ Percy (Sohn des oben genannten)
4. Ein Löwe umwunden von einem Band – Sir Peter Tilliol
5. In einem Bord zwei Löwen – Felton of Edlington
6. Blau, drei Reiher Silber – Sir William Heron
7. Ein Löwe – vermutlich das Wappen Schottlands
8. Geviertelt, Silber, zwei Streifen blau und gold, sechs Ringe rot (Hylton-Viertelung, Hylton of Swine) – der Familienzweig der Hyltons aus Westmoreland.
9. Silber, ein Balken rot zwischen drei Popinjays grün – Sir Ralph Lumley (später Baron Lumley)
10. Ein Löwe in einem Bord verkrallt – Sir Thomas Grey (oder sein Sohn)
11. Goldene und rote Viertelung, über alles an einem Band drei Jakobsmuscheln – Sir Ralph Evers (Eure)
12. Blau, ein Schildhaupt Dancette gold – FitzRanulph of Middleham
13. Silber, zwei Balken, und drei Sterne im Schildhaupt – Sir William Washington (Vorfahr von George Washington)
14. Silber, ein Balken zwischen drei Mondsicheln rot – Sir Robert Ogle
15. William de Ros, 6. Baron de Ros
16. Hermelin, auf einem Kanton rot ein Heroldsbild gold – Sir Thomas Surtees
17. Hermelin, drei Bögen rot – Sir Robert Bowes (Vorfahr von Elizabeth Bowes-Lyon)
18. Thomas Weston, Kanzler von Bischof Skirlaw
19. Walter Skirlaw (Bischof von Durham 1388–1406)
20. Silber, zwei Balken blau – Sir William Hylton

Obwohl Briggs das Hylton-Banner versetzen musste, um Platz für den neuen Eingang zu schaffen, kann man heute noch auf einer farbigen Version von Bucks Gravierung sehen, dass die Wappen ursprünglich anders als heute platziert waren (insbesondere die von Weston und Skirlaw). Briggs hat vermutlich die Wappen neu arrangiert, wobei er die ursprüngliche hierarchische Anordnung zerstörte. Dennoch kann man aus folgenden Gründen aus den Wappen Rückschlüsse auf den Bau und die Vollendung der Burg zwischen 1390 und Anfang des 15. Jahrhunderts ziehen:
- Der Earl of Northumberland bildete ein gevierteltes Wappen aus seinem eigenen Wappen und dem seiner zweiten Gattin, Maud Lucy, nach ihrer Heirat etwa 1394.[25]
- Sir Henry Percy bildete kein gevierteltes Wappen aus seinem eigenen Wappen und dem von Lucy, bevor er das Honour von Cockermouth 1398 von seiner Stiefmutter erbte.[38]
- Das Wappen von Heinrich IV. ist das, das dieser ab etwa 1400 benutzte, nachdem er die französischen Wappenviertel vereinfachte.

### Ostfassade
An der Ostfassade der Burg findet man ein gekipptes Schild mit dem Wappen der Hyltons; silber, zwei blaue Balken und ein weißer Rehbock, gebogen, gekettet und mit einer Rangkrone, gold. Der Rehbock ist möglicherweise das Zeichen, das Richard II. benutzte (was anzeigen würde, das der Bau vor der Absetzung Richards 1399 begonnen wurde) oder ein früheres Helmkleinod, das die Familie verwendete, nachdem es von Wilhelm dem Eroberer als Lohn für die Dienste des oben erwähnten Lancelot de Hilton verliehen wurde. Einen „Mososkopf“ (das Helmkleinod auf dem Wappen der Hyltons) sieht man auch an der Ostfassade.

### Kapelle
Über dem Südfenster: Gevierteltes Wappen der Hyltons, Viponts und Stapletons. Schildhalter, zwei Hirschen. Über dem Nordfenster: das gleiche Wappen ohne Schildhalter, aber mit Moseskopf. An der Westfassade fünf Schilde: Gevierteltes Wappen der Hyltons, Viponts und Stapletons, Schildhalter zwei Löwen, kein Helmkleinod, zweimal wiederholt. Gevierteltes Wappen der Hyltons und Viponts, das Helmkleinod ohne Schildhalter, zweimal wiederholt, und gevierteltes Wappen der Hyltons, Viponts und Stapletons mit Hirschen als Schildhalter.

## Geister
In der Gegend gibt es die Sage, dass in Hylton Castle der Geist von Robert Skelton umgeht, „Cauld Lad of Hylton“ genannt (Aussprache in Mackem: wie englisch „cold“). Es gibt verschiedene Versionen der Geschichte seines Todes. Die bekannteste davon sagt aus, dass er von Sir Robert Hylton (später de jure 13. Baron Hylton) geköpft worden sei, nachdem er eingeschlafen sei und so das Pferd seinen Herren nicht rechtzeitig ausrittfertig gemacht hätte. Skeltons Geist begann dann, in der Burg umzugehen und Objekte zu verschieben, entweder, um sie zu falsch zu platzieren, oder, um sie zu ordnen. Der Geist soll schließlich seine Ruhe gefunden haben, nachdem Burgdiener einen Mantel aus ihm entfernten.